# فيكتوريا أميرة ساكس كوبورج وغوتا
فيكتوريا أميرة ساكس كوبورج وغوتا (بالفرنسية: Victoire de Saxe-Cobourg-Kohary) (14 فبراير 1822 - 10 ديسمبر 1857) كانت زوجة الأمير لويس، دوق نيمور.